# Sembrancher
Sembrancher (deutsch veraltet Sankt Brancher oder Sankt Branschier) ist eine politische Gemeinde, eine Burgergemeinde und Hauptort des Bezirks Entremont im französischsprachigen Teil des Kantons Wallis in der Schweiz.

## Geografie
In Sembrancher vereinigt sich die vom Val de Bagnes kommende Drance de Bagnes und die vom Val d’Entremont kommende Drance d’Entremont, die zusammengeführte Drance fliesst bei Martigny in die Rhone.

## Geschichte
Bei Crettaz-Polet  wurden Siedlungsreste und Gräber vom Typ Chamblandes aus dem mittleren Neolithikum bis zur Spätlatènezeit gefunden. Sembrancher war Etappenort an der Passstrasse über den Mont-Joux.
Im Frühmittelalter unterstand Sembrancher als Gut des Bischofs von Sitten der Gerichtsbarkeit des Viztums von Orsières. 1177 wurde der Ort als Sancti Pancratii de Branchi erstmals erwähnt. Ende des 11. Jahrhunderts gelangte es unter die Herrschaft der Grafen von Savoyen. 1239 gewährte Amadeus IV. von Savoyen dem Dorf Freiheiten, die 1322 und 1324 erweitert wurden. Es besass das Messe-, Markt- und Sustrecht. 1359 wurde Sembrancher Hauptort der Kastlanei Entremont. Ab Ende des 13. Jahrhunderts verfügte Sembrancher über eine gut organisierte Dorfgenossenschaft. Die Bürger unterzeichneten 1376 einen Burgrechtsvertrag mit Aigle, der 1676, 1736, 1766 und 1776 erneuert wurde. Nach der Eroberung des Unterwallis durch die sieben Oberwalliser Zehnden 1475 bildete die Kastlanei bis 1798 eines der Panner der Landvogtei Saint-Maurice.

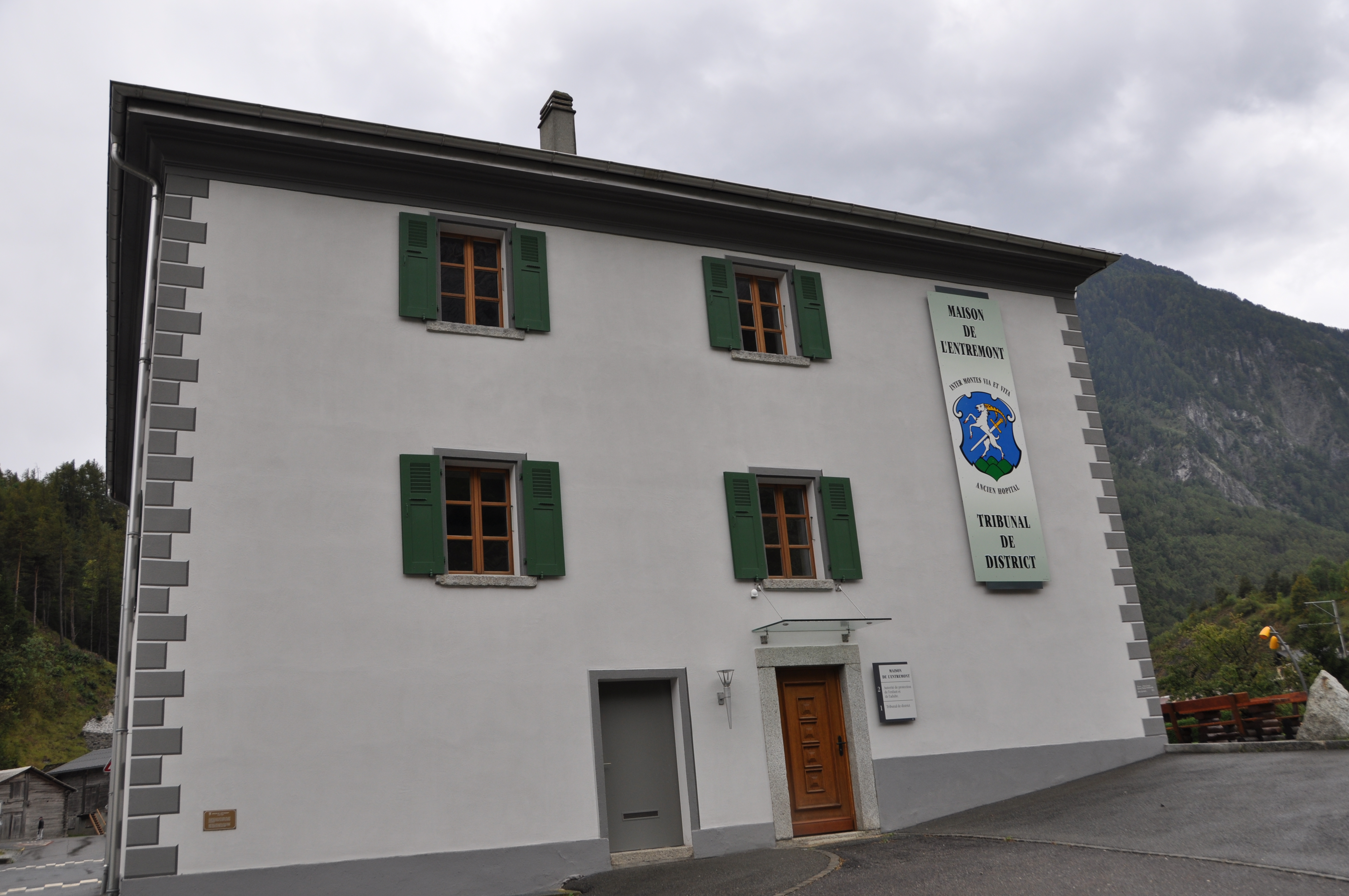
Ehemaliges Spital Sembrancher, seit 1999 Maison de l'Entremont

Sembrancher gehörte ab 1798 zunächst zum Distrikt Sembrancher, 1802 bis 1810 zum Zenden Entremont, 1810 bis 1813 zum Kanton, ab 1814 wieder zum Zenden Entremont und ab 1848 zum Bezirk Entremont. Im ehemaligen Spital (1365 erwähnt, 1813 und 1850 renoviert) ist das Bezirksgericht und seit 1999 das Maison de l'Entremont untergebracht. Zur Pfarrei, die seit 1150 von den Chorherren des Grossen St. Bernhard betreut wird, gehörte bis 1747 Bovernier. Die Kirche Saint-Etienne (bis 1286 Saint-Pancrace) wurde um 1686 barockisiert. Kapellen bestehen in Chamoille  (1686) und La Garde  (1695). 1796 liessen sich aus Frankreich vertriebene Trappisten und Trappistinnen in Sembrancher nieder, doch mussten sie den Ort Anfang 1798 wieder verlassen.
Mit dem 1906 begonnenen Bau der Eisenbahn Martigny–Orsières kamen viele Arbeiter nach Sembrancher. Anfang des 20. Jahrhunderts bestanden rund 50 Geschäfte. Seither sind Kleinhandel und Handwerk zurückgegangen. Ein Mineralwasser mit dem Markennamen Sembrancher gelangte 2008 in den Handel. Das 1990 gegründete Centre régional d’études des populations alpines (CREPA) hat seinen Sitz in Sembrancher.

## Bevölkerung
| Bevölkerungsentwicklung | Bevölkerungsentwicklung | Bevölkerungsentwicklung | Bevölkerungsentwicklung | Bevölkerungsentwicklung | Bevölkerungsentwicklung | Bevölkerungsentwicklung | Bevölkerungsentwicklung | Bevölkerungsentwicklung | Bevölkerungsentwicklung | Bevölkerungsentwicklung | Bevölkerungsentwicklung |
| ----------------------- | ----------------------- | ----------------------- | ----------------------- | ----------------------- | ----------------------- | ----------------------- | ----------------------- | ----------------------- | ----------------------- | ----------------------- | ----------------------- |
| Jahr                    | 1802                    | 1850                    | 1900                    | 1950                    | 2000                    | 2010                    | 2012                    | 2014                    | 2016                    | 2018                    | 2020                    |
| Einwohner               | 567                     | 739                     | 716                     | 664                     | 792                     | 862                     | 938                     | 964                     | 1011                    | 1042                    | 1050                    |

## Politik
Die Exekutive der Gemeinde Sembrancher, der Conseil communal, besteht aus fünf Mitgliedern. Die parteipolitische Zusammensetzung für die Legislaturperiode 2021–2024 ist folgendermassen: FDP 2, CVP 1, SVP 1, EPS (Ensemble pour Sembrancher) 1.
Bei den Schweizer Parlamentswahlen 2019 betrugen die Wähleranteile in der Gemeinde Sembrancher: CVP 35,0 %, FDP 21,5 %, SVP 21,3 %, SP 9,5 %, Grüne 8,6 %, GLP 2,4 %.

## Verkehr
Sembrancher ist ein Verkehrsknotenpunkt. Der Ort liegt an der Hauptstrasse 21 zum Grossen St. Bernhard und an der Bahnstrecke Martigny–Orsières (Val d’Entremont), von wo aus eine Stichstrecke nach Le Châble führt. Sie wird von der Transports de Martigny et Régions betrieben (früher Chemin de fer Martigny–Orsières).
Von Sembrancher führen Buslinien in die benachbarten Orte Vens (Sembrancher), Vollèges, Levron und Chamoille. Die Hauptstrasse 94 führt in den Wintersportort Verbier, die Hauptstrasse 91 über den Col des Planches nach Martigny und die Hauptstrasse 89 über den Col du Lein nach Saxon.

## Wirtschaft
Am 14. Mai 2019 wurde eine Trocknungs- und Verarbeitungsanlage für Kräuter aus ökologischer Landwirtschaft (Bio Suisse) eingeweiht.

## Persönlichkeiten
- Antoine Luder, Schweizer Politiker
- Gérald Métroz, Schweizer Autor und Sportler